# Пятс, Маде
Ма́де Пятс (эст. Made Päts, урождённая Магдалена Хильдегард Иоганна Якобсон, нем. Magdalena Hildegard Johanna Jakobson; 16 ноября 1896, Дерпт, Российская империя — 1 мая 1953, Таллин, Эстонская ССР) — эстонская и советская певица (сопрано) и музыкальный педагог. 

## Биография
Отец, Эдуард Якобсон, работал столяром и играл в оркестре любительской труппы под руководством Аугуста Вийры, мать, Альвина Якобсон, пела в хоре той же труппы.
Окончила школу для девочек в Дерпте, в 1916—1918 годах училась в Петроградской консерватории у Евгении Збруевой и Митрофана Чупрынникова, затем вернулась в Эстонию. В 1919 году занималась в Тарту под руководством Хелены фон Шренк. В дальнейшем также совершенствовалась в Берлине у Альмы Фострём (1923).
В 1919—1922 годах солистка театра «Ванемуйне», в 1922—1927 годах — театра «Эстония». Основные партии: Виолетта («Травиата» Джузеппе Верди), Джильда («Риголетто» Верди), Розина («Севильский цирюльник» Джоаккино Россини), Олимпия («Сказки Гофмана» Жака Оффенбаха), Микаэла («Кармен» Жоржа Бизе), Маргарита («Фауст» Шарля Гуно), Мими («Богема» Джакомо Пуччини) и др. Выступала также как концертная певица.
В 1944—1950 годах преподавала в Таллинской консерватории, в 1945—1949 годах — заведующая кафедрой вокала; ученики: Харри Васар, Виктор Гурьев, Ирина Каск, Лехте Марк, Линда Селлистемяги.

## Семья
Муж — композитор Рихо Пятс (с 1922 г.).
 
Дочь — пианистка Леэло Кылар, жена Эриха Кылара.

Внуки — певицы Эле и Кайя Кылар, барабанщик Паап Кылар.

Брат — дирижёр Вальфрид Якобсон.